# Загнітківська сільська рада
Загні́тківська сільська́ ра́да — адміністративно-територіальна одиниця та орган місцевого самоврядування в Кодимському районі Одеської області. Адміністративний центр — село Загнітків.

## Загальні відомості
Загнітківська сільська рада утворена в 1926 році.
- Територія ради: 67,98 км²
- Населення ради: 3 024 особи (станом на 2001 рік)

## Населені пункти
Сільській раді були підпорядковані населені пункти:
- с. Загнітків

## Населення
Згідно з переписом УРСР 1989 року чисельність наявного населення сільської ради становила 3558 осіб, з яких 1466 чоловіків та 2092 жінки.
За переписом населення України 2001 року в сільській раді мешкало 3005 осіб.

### Мова
Розподіл населення за рідною мовою за даними перепису 2001 року:
| Мова       | Відсоток |
| ---------- | -------- |
| українська | 98,45 %  |
| російська  | 0,93 %   |
| молдовська | 0,53 %   |
| болгарська | 0,03 %   |

## Склад ради
Рада складалася з 20 депутатів та голови.
- Голова ради: Сливінський Михайло Андрійович
- Секретар ради: Ковбель Оксана Олексіївна

### Керівний склад попередніх скликань
| Прізвище, ім'я, по батькові    | Основні відомості                                                         | Дата обрання | Дата звільнення |
| ------------------------------ | ------------------------------------------------------------------------- | ------------ | --------------- |
| Сливінський Михайло Андрійович | Сільський голова, 1956 року народження, освіта вища, член Народної партії | 26.03.2006   | 31.10.2010      |
| Сливінський Михайло Андрійович | Сільський голова, 1956 року народження, освіта вища, член Народної партії | 31.10.2010   |                 |

Примітка: таблиця складена за даними сайту Верховної Ради України

### Депутати
За результатами місцевих виборів 2010 року депутатами ради стали:

#### За суб'єктами висування
| Суб'єкт висування               | Кількість обраних депутатів | %  |
| ------------------------------- | --------------------------- | -- |
| Партія регіонів                 | 17                          | 85 |
| Народна партія                  | 2                           | 10 |
| Політична партія «Наша Україна» | 1                           | 5  |

#### За округами
| № округу                        | Прізвище, ім'я, по батькові       | Дата визнання обраним | Освіта             | Партійна приналежність                | Відомості про обраного депутата                                                       |
| ------------------------------- | --------------------------------- | --------------------- | ------------------ | ------------------------------------- | ------------------------------------------------------------------------------------- |
| Народна Партія                  |                                   |                       |                    |                                       |                                                                                       |
| 6                               | Ковбель Інна Василівна            | 05.11.2010            | вища               | член Народної партії                  | Загнітківська загальноосвітня школа І-ІІІ ст., заступник директора по виховній роботі |
| 19                              | Могилко Юлія Петрівна             | 05.11.2010            | вища               | член Народної партії                  | Загнітківська сільська рада, секретар                                                 |
| Партія регіонів                 |                                   |                       |                    |                                       |                                                                                       |
| 1                               | Бодачевський Іван Леонтійович     | 05.11.2010            | середня            | член Партії регіонів                  | пенсіонер                                                                             |
| 2                               | Варшавська Галина Данилівна       | 22.12.2013            | середня            | член Партії регіонів                  | Сільська рада, начальник ВУС                                                          |
| 3                               | Заболотна Ірина Федорівна         | 05.11.2010            | середня спеціальна | член Партії регіонів                  | Загнітківська аптека, фармацевт                                                       |
| 5                               | Кириченко Валентин Васильович     | 05.11.2010            | середня спеціальна | член Партії регіонів                  | приватний підприємець                                                                 |
| 7                               | Ніколаєвська Валентина Григорівна | 05.11.2010            | вища               | член Партії регіонів                  | дошкільний навчальний заклад, завідувачка                                             |
| 8                               | Бодачівська Віра Володимирівна    | 05.11.2010            | середня спеціальна | член Партії регіонів                  | аптека, завідувачка                                                                   |
| 9                               | Журба Ганна Петрівна              | 05.11.2010            | вища               | позапартійна                          | лікарня, педіатр                                                                      |
| 10                              | Сафонюк Володимир Іванович        | 05.11.2010            | середня спеціальна | член Партії регіонів                  | СТОВ «Зернятко», завідувач складу                                                     |
| 11                              | Пасатецький Василь Іванович       | 05.11.2010            | середня спеціальна | член Партії регіонів                  | тимчасово не працює                                                                   |
| 12                              | Ковбель Оксана Олексіївна         | 05.11.2010            | вища               | член Партії регіонів                  | сільська рада, рахівник-касир                                                         |
| 13                              | Рубанський Петро Максимович       | 05.11.2010            | вища               | член Партії регіонів                  | пенсіонер                                                                             |
| 14                              | Бурденюк Тетяна Михайлівна        | 05.11.2010            | вища               | член Партії регіонів                  | Загнітківська загальноосвітня школа І-ІІІ ст., вчитель                                |
| 15                              | Трубіщин Віктор Олександрович     | 05.11.2010            | середня спеціальна | член Партії регіонів                  | Кодимський район електромереж, контролер енергонагляд                                 |
| 16                              | Майструк Галина Іванівна          | 05.11.2010            | вища               | позапартійна                          | тимчасово не працює                                                                   |
| 17                              | Жигайло Юрій Григорович           | 05.11.2010            | середня спеціальна | член Партії регіонів                  | Загнітківська лікарня, фельдшер                                                       |
| 18                              | Майструк Григорій Петрович        | 05.11.2010            | середня спеціальна | член Партії регіонів                  | тимчасово не працює                                                                   |
| 20                              | Іваніца Василь Степанович         | 05.11.2010            | незакінчена вища   | член Партії регіонів                  | тимчасово не працює                                                                   |
| Політична партія «Наша Україна» |                                   |                       |                    |                                       |                                                                                       |
| 4                               | Кучанський Василь Петрович        | 05.11.2010            | середня спеціальна | член Політичної партії «Наша Україна» | тимчасово не працює                                                                   |